# Vjačaslaŭ Hryharaŭ
Vjačaslaŭ Sjarhejevič Hryharaŭ (bělorusky Вячаслаў Сяргеевіч Грыгараў, rusky Вячеслав Сергеевич Григоров (Vjačeslav Sergejevič Grigorov); * 8. března 1982 Baranoviči) je běloruský trenér, bývalý fotbalový záložník a mládežnický reprezentant. V České republice hrál na podzim 2007 za FK Mutěnice.

## Hráčská kariéra
Narodil se v běloruském městě Baranoviči (dnes Baranavičy), kde také začínal s fotbalem. V běloruské nejvyšší soutěži odehrál 189 utkání, v nichž vstřelil 12 branek. V ročníku 2002 získal s klubem BATE Barysaŭ mistrovský titul.

### Evropské poháry
Za BATE Barysaŭ nastoupil pětkrát v evropských pohárech (pokaždé jako střídající hráč) a vstřelil 1 branku (Kval. LM 2000/01: 2 starty/0 branek/60 minut, UEFA 2001/02: 2/1/72, Intertoto 2002: 1/0/35).

### Ligová bilance
| Ročník                  | Zápasy | Góly | Minuty | Klub              |
| ----------------------- | ------ | ---- | ------ | ----------------- |
| I. liga 2000            | 12     | 5    | 416    | BATE Barysaŭ      |
| I. liga 2001            | 23     | 2    | 834    | BATE Barysaŭ      |
| I. liga 2002            | 5      | 0    | 170    | BATE Barysaŭ      |
| I. liga 2003            | 15     | 0    | –      | Tarpeda-SKA Minsk |
| I. liga 2004            | 25     | 2    | –      | Tarpeda-SKA Minsk |
| I. liga 2005            | 20     | 1    | –      | Ňoman Hrodna      |
| I. liga 2006            | 17     | 0    | –      | Ňoman Hrodna      |
| MSFL 2007/08            | –      | 2    | –      | FK Mutěnice       |
| I. liga 2008            | 25     | 2    | –      | Hranit Mikaševičy |
| I. liga 2009            | 12     | 0    | –      | Hranit Mikaševičy |
| I. liga 2014            | 27     | 0    | 2 139  | FK Sluck          |
| I. liga 2015            | 8      | 0    | 424    | FK Sluck          |
| CELKEM I. LIGA          | 189    | 12   | –      |                   |
| CELKEM III. LIGA – MSFL | –      | 2    | –      |                   |

### Podzim 2007 v Mutěnicích
Na podzim 2007 hrál za „Vinaře“ z Mutěnic, v MSFL vstřelil celkem 2 branky. Ve středu 5. září 2007 odehrál celý zápas 2. kola Poháru ČMFS, v němž mutěničtí hostili prvoligový klub 1. FC Brno a podlehli mu po houževnatém výkonu těsně 3:4 (1:3).

## Trenérská kariéra
Od 27. srpna 2015 byl trenérem prvoligového FK Sluck.